# Sottunga
Sottunga è un comune finlandese di 111 abitanti, situato nella regione delle Isole Åland.
La municipalità è la più piccola in Åland e nell'intera Finlandia, in termini di numero di abitanti (poco più di cento) con una densità di 4,7 abitanti per km².

## Società

### Lingue e dialetti
Lo svedese è l'unica lingua ufficiale di Sottunga; 9,9% parlano altre lingue, compreso il finlandese (5,0%). Il comune ha anche dato il benvenuto a immigrati recenti che parlano altre lingue. 
| %     | Ripartizione linguistica (gruppi principali) |
| ----- | -------------------------------------------- |
| 90,1% | madrelingua svedese                          |
| 5,0%  | madrelingua finlandese                       |